# Hiperqueratosis
La hiperqueratosis es un trastorno caracterizado por el engrosamiento de la capa externa de la piel, que está compuesta de queratina, una fuerte proteína protectora. Puede ser causado por fricción, conllevando la aparición de callos, callosidades, inflamación crónica, eccema o trastornos genéticos como la ictiosis ligada al cromosoma X o ictiosis (piel extremadamente seca) y la poroqueratosis.

## Etiología
La hiperqueratosis se debe a una acumulación excesiva de queratina en las capas externas de la piel. El engrosamiento de la piel la protege de la fricción, la presión y la irritación. Cuando dicha hiperqueratosis adquiere un grosor excesivo no puede acoplarse a la elasticidad del resto de la piel, al resultar más densa y rígida que los demás estratos que componen el tejido epitelial, por este motivo se produce la separación de esta capa externa del resto de la piel. La mayoría de las formas de hiperqueratosis es indolora. Aunque la hiperqueratosis puede presentarse en cualquier parte de la piel, existen muchas áreas que generalmente se ven afectadas.

## Cuadro clínico
Las zonas de más frecuente aparición suelen ser en:
- En la planta del pie (hiperqueratosis plantares)

Estas son como resultado de una sobrecarga continuada y pueden ser puntuales o generalizadas.
Las puntuales se presentan en alguna de las cabezas metatarsales, por dos patologías frecuentes, un metatarsiano largo o plantar flexionado, consecutivo también a un dedo en garra. Y la generalizada fundamentalmente en las cabezas metatarsales centrales, por patología asociada como un hallux valgus (juanete) o un pie cavo.
- En el talón (hiperqueratosis del talón)

También son debidas a la sobrecarga o hiperapoyo del talón, por alteraciones o deformaciones del pie, como un pie cavo, o por defectos de alineación como un pie varo; sin embargo, aquí el factor de falta de hidratación, o anhidrosis, es una de las causas fundamentales de su aparición, lo que en un principio es simplemente un acúmulo de queratosis o acúmulo de queratina, que con el tiempo y el descuido puede transformarse en la formación de grietas, profundas y dolorosas de difícil curación.
- Codos y rodillas

Los codos y las rodillas son lugares comunes donde la piel se engruesa. La hiperpigmentación acompaña este tipo de hiperqueratosis y se produce por apoyarse sobre los codos y arrodillarse constantemente.
- Ictiosis

La ictiosis es una forma heredada de hiperqueratosis que consiste en piel seca y escamosa parecida a las escamas de un pez. Existen diversos tipos de ictiosis y la más frecuente es la ictiosis común.

## Tratamiento
El tratamiento de la hiperqueratosis depende del tipo, el lugar, la gravedad y la causa. La mayoría de los tratamientos intentan ablandar la queratina y eliminar la piel engrosada. Eso puede lograrse con cremas tópicas que contienen ácido salicílico, alfahidroxiácido (ácido láctico o glicólico), urea o tretinoin como componente activo. En la piel morena a menudo la hiperqueratosis se presenta acompañada de descoloración y también pueden utilizarse cremas para aclarar la piel.
El ácido salicílico, uno de los medicamentos que se utiliza con más frecuencia para tratar la hiperqueratosis, es un agente queratolítico, lo cual significa que rompe o disuelve la queratina. También ayuda a exfoliar la piel engrosada y la suaviza. Un preparado recetado de ácido salicílico actúa en forma gradual en lugar de actuar de repente, reduce la pérdida de agua de la piel y aumenta su hidratación.
Las cremas y lociones tópicas a base de urea tratan la hiperqueratosis aumentando el contenido de agua en la piel, lo cual la hace más suave. La urea también rompe o disuelve los componentes de la queratina. Los alfahidroxiácidos, el ácido láctico y el ácido glicólico exfolian las capas engrosadas de la piel y también le proporcionan humedad. Por último, tretinoin es útil en el tratamiento de la hiperqueratosis porque aumenta la exfoliación de la piel engrosada.

## Prevención
Codos y rodillas
- Evite apoyarse sobre los codos y las rodillas
- Arrodíllese sobre una almohadilla acolchada si es necesario
- No roce, refriegue ni manipule las áreas

Plantas de los pies, callos y callosidades
- Use zapatos taco bajo para que el peso se distribuya en forma pareja sobre la planta de los pies
- Evite usar calzado que le ajuste alrededor de los dedos o lados de los pies
- Coloque molesquín u otro tipo de almohadilla en las áreas del pie expuestas al roce
- Evite caminar descalzo
- No refriegue ni frote las plantas de los pies
- Ir al podólogo

Manos
- Evite lavar muchas veces al día (cuanto menos mejor)
- Evite el contacto con sustancias químicas, como jabones, cremas, productos de limpieza, etcétera
- Evite el contacto con el agua